# Hannes Sigurðsson
Hannes Þorsteinn Sigurðsson, född 10 april 1983,  är en före detta isländsk landslagsman i fotboll som spelade sist för norska Egersunds IK.
Sigurðsson har tidigare spelat för FH, Viking Stavanger, Stoke och Brøndby IF innan han skrev på för GIF Sundsvall inför den allsvenska fotbollssäsongen 2008. Han har gjort 13 A-landskamper och ett mål för Island (t.o.m. augusti 2009).
Vänsterfotade Sigurdssons stora styrka sitter i ett riktigt hårt skott, som ofta avlossas redan utanför straffområdet.
Han skrev den 28 februari 2012 på ett ettårskontrakt med FC Atyrau från Kazakstan.
Den 3 april 2013 skrev han på för den Allsvenska klubben Mjällby AIF. Den 22 juli blev Sigurdsson klar för SV Grödig.